# Hopfgarten in Defereggen
Hopfgarten in Defereggen je obec v Rakousku ve spolkové zemi Tyrolsko v okrese Lienz.
Žije zde 760 obyvatel (1. 1. 2011).